# I'm a Pop
I'm a Pop è un singolo della cantante giapponese Chanmina.

## Pubblicazione
Il brano omonimo è stato pubblicato il 15 febbraio 2019 come singolo digitale, per poi essere pubblicato, insieme a due brani inediti, in versione fisica e digitale il 27 febbraio 2019.

## Tracce
1. I’m a Pop
2. Never
3. Sober
4. Doctor (English Ver.)

## Classifiche
| Classifica (2019) | Posizione massima |
| ----------------- | ----------------- |
| Giappone          | 54                |